# Lago Omodeo
Il lago Omodeo (in sardo Lagu Omodeu) è un lago artificiale della Sardegna. Si trova in provincia di Oristano, nella subregione storica del Barigadu.
È formato dallo sbarramento del fiume Tirso tramite la diga di Santa Chiara prima e dalla più recente diga Eleonora d'Arborea, situate rispettivamente in territorio di Ula Tirso e Busachi. Il bacino idrico è intitolato ad Angelo Omodeo, l'ingegnere che curò la progettazione della prima diga, che rimane parzialmente sommersa dalle acque del nuovo invaso.

## Descrizione

### Territorio
Il territorio del lago Omodeo è inserito nell'elenco dei siti di interesse comunitario per via della sua rilevante importanza dal punto di vista paesaggistico ed ambientale.

### Flora e fauna

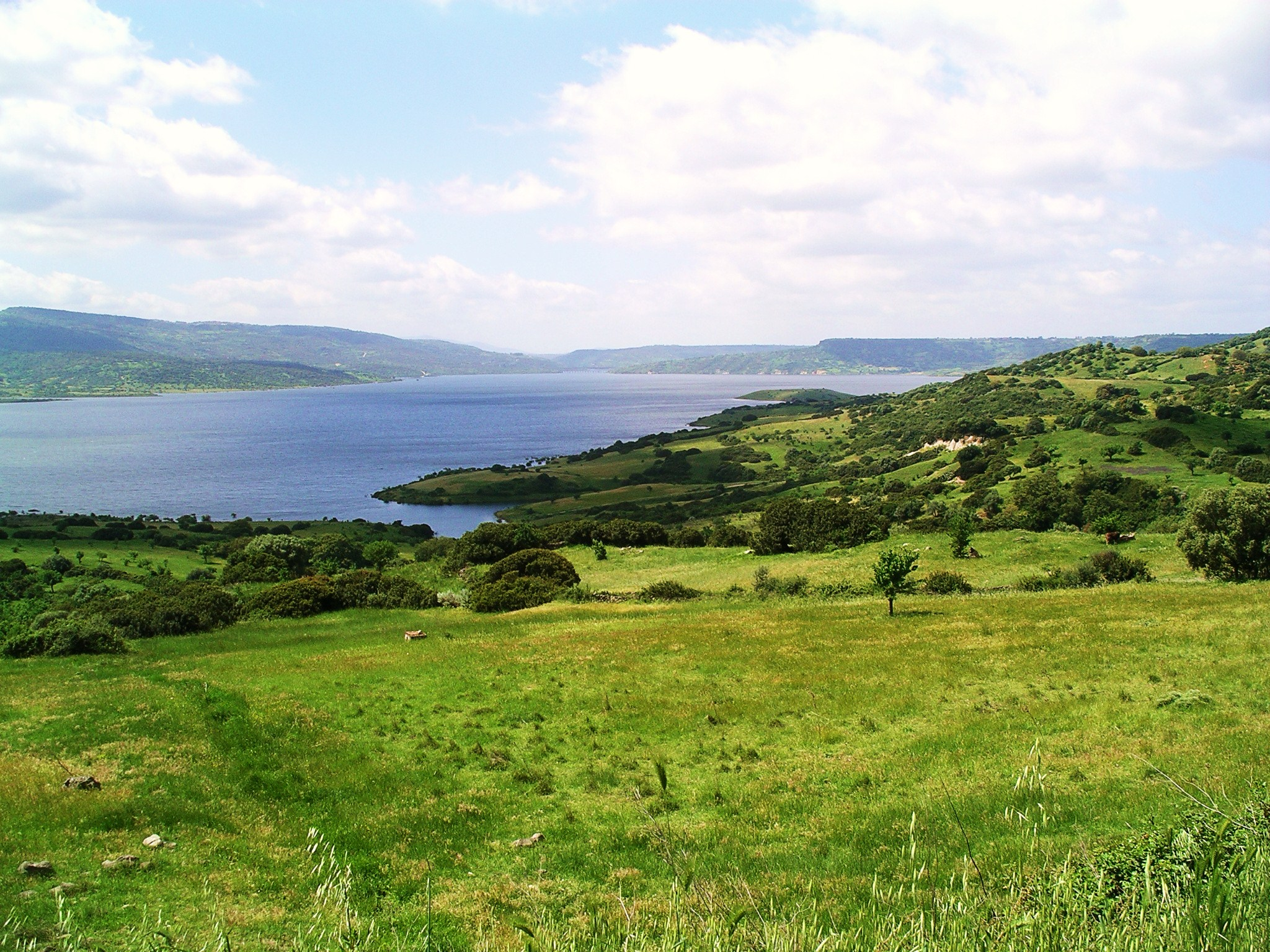
Lago Omodeo, visto dalle campagne di Sedilo

Dal punto di vista floristico-vegetazionale le sponde del lago Omodeo sono caratterizzate principalmente da formazioni boschive di leccio (Quercus ilex) e dalla macchia mediterranea, alle quali si sostituisce la roverella (Quercus pubescens) nelle stazioni più fresche. Sono inoltre presenti specie caratteristiche della vegetazione riparia come il pioppo bianco (Populus alba), il salice fragile (Salix fragilis), l'olmo campestre (Ulmus minor), il frassino (Fraxinus ornus), il tamericio (Tamarix gallica e Tamarix africana) e l'alloro (Laurus nobilis).
La fauna è maggiormente rappresentata dagli uccelli, sia stanziali sia migratori. Le specie più comuni sono la ghiandaia marina (Coracias garrulus), l'occhione comune (Burhinus oedicnemus), il falco pellegrino (Falco peregrinus), il falco pescatore (Pandion haliaetus) ed il piro piro piccolo (Actitis hypoleucos). Tra gli uccelli acquatici sono presenti il codone comune (Anas acuta), il moriglione (Aythya ferina), il mestolone comune (Anas clypeata), l'alzavola (Anas crecca), il fischione (Anas penelope), la folaga (Fulica atra), la gallinella d'acqua (Gallinula chloropus), il germano reale (Anas platyrhynchos), la canapiglia (Anas strepera), l'oca selvatica (Anser anser), la garzetta (Egretta garzetta), l'airone bianco (Egretta alba) e l'airone cenerino (Ardea cinerea). Gli anfibi ed i rettili più comuni sono il discoglosso sardo (Discoglossus sardus), il tarantolino (Phyllodactylus europaeus), la tartaruga palustre (Emys orbicularis) e la testuggine di Hermann (Testudo hermanni). Tra i pesci va segnalata la presenza di una popolazione di alose morfologicamente identiche all'agone (Alosa agone), sorprendentemente generatasi in una decina d'anni dalle cheppie rimaste intrappolate nel lago a causa dello sbarramento del fiume Tirso.

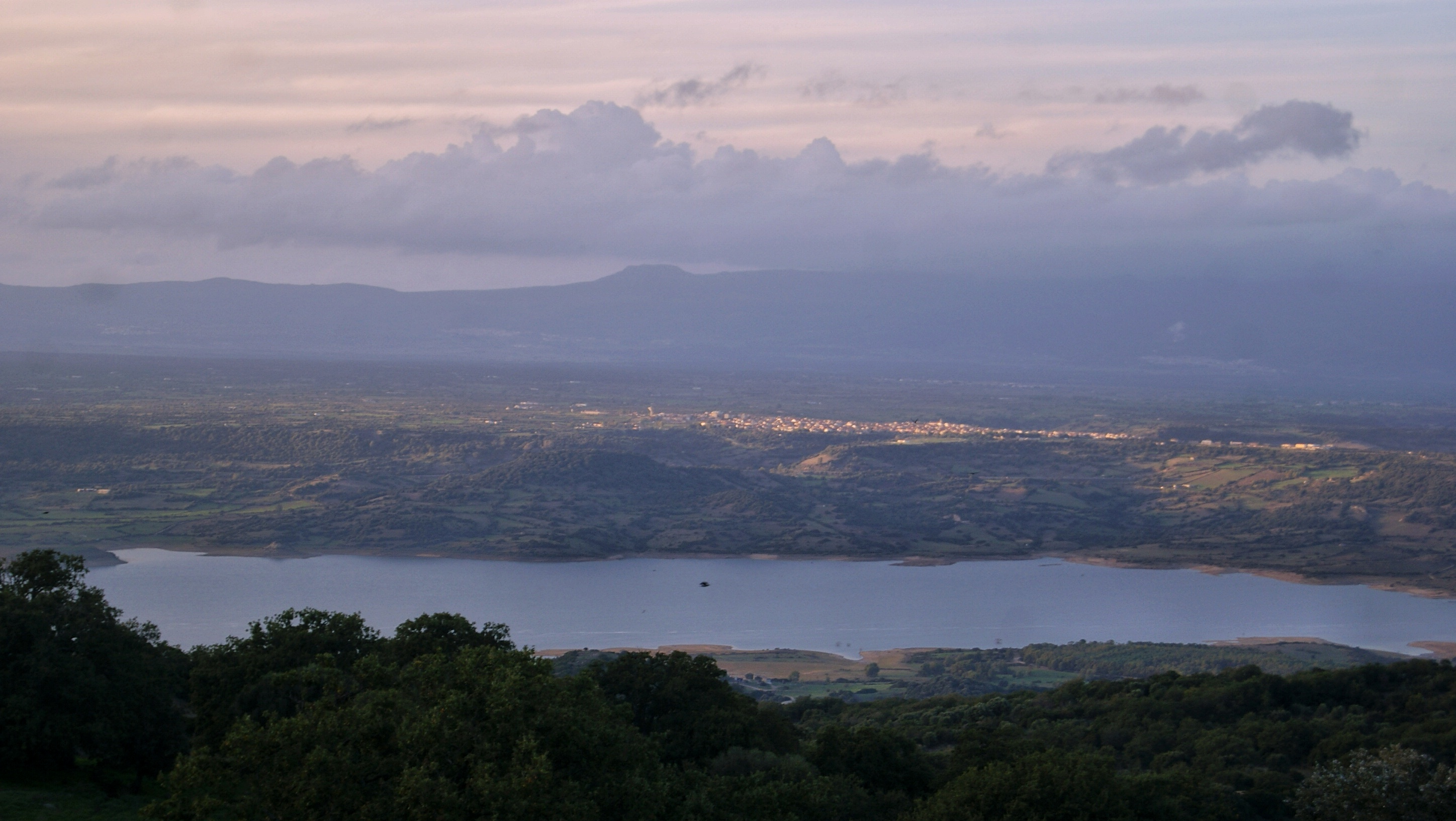
Lago Omodeo e Sedilo visti da Nughedu Santa Vittoria

## Storia
Il primo bacino artificiale fu realizzato con la costruzione della diga di Santa Chiara, presso Ula Tirso, che fu completata nel 1924, ed inaugurata il 28 aprile dello stesso anno alla presenza del re Vittorio Emanuele III, originando il più grande lago artificiale d'Europa, che aveva una capacità massima di 403 milioni di metri cubi d'acqua.

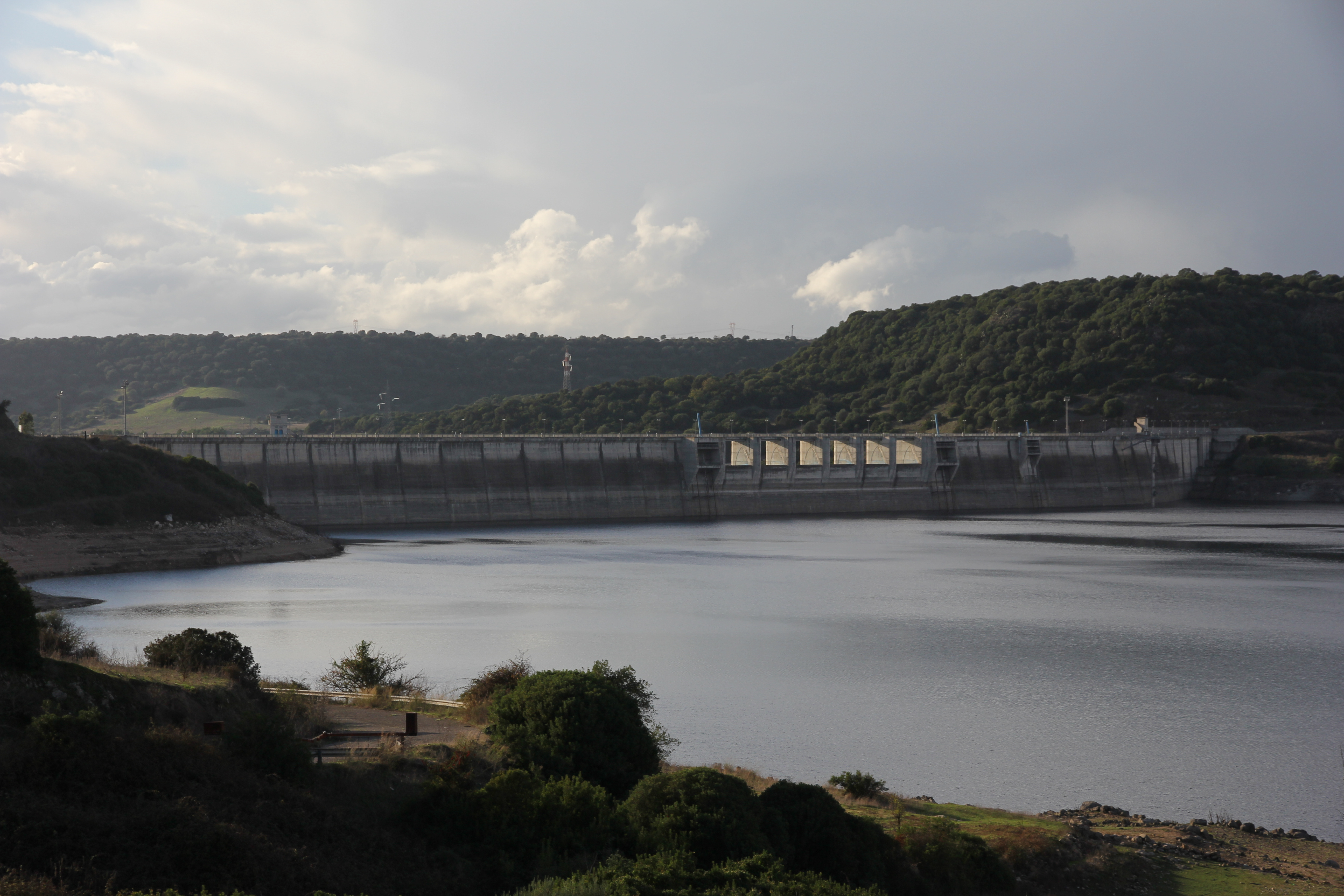
La diga Eleonora d'Arborea

I lavori per la sua costruzione facevano parte di un più ampio progetto, che comprendeva anche la bonifica della pianura di Oristano. Vi furono impiegati 16.000 operai che realizzarono il progetto redatto dall'ingegnere Angelo Omodeo, il quale partecipò anche alla costruzione delle grandi dighe sul Nilo. La costruzione fu completata in cinque anni, sotto la direzione dell'ingegnere Giulio Dolcetta.
Lungo più di 22 km, il bacino fu realizzato al fine di regolamentare le piene del fiume, produrre energia elettrica e per l'irrigazione della pianura del Campidano di Oristano. La creazione del bacino artificiale determinò inoltre la sommersione di alcuni siti archeologici (nuraghi, tombe di giganti, e l'insediamento prenuragico di Serra Linta) e del piccolo villaggio di Zuri, che venne riedificato su un'altura poco distante dal lago. Anche l'antica chiesa del villaggio, dedicata a san Pietro Apostolo, venne smontata concio per concio e ricostruita a monte, nell'attuale posizione.
Il 2 febbraio 1941 la diga fu attaccata con dei siluri da alcuni aerei decollati dalla portaerei britannica HMS Ark Royal.
Nel 1997 fu inaugurata la nuova diga, intitolata ad Eleonora d'Arborea. Lo sbarramento è alto 100 metri e lungo 582 metri. Il volume totale dell'invaso è pari a 792 milioni di metri cubi d'acqua, coprendo una superficie di 29,370 km².